# Alonso de Zamora (fraile dominico)
Alonso de Zamora (1635-1717) religioso dominico, natural de Santafé de Bogotá, fue cronista de la Orden de Predicadores en el Nuevo Reino de Granada (actual Colombia). Autor de la Historia de la Provincia de San Antonino del Nuevo Reino de Granada, publicada en 1701.

## Biografía
Zamora vivió en la segunda mitad del siglo XVII. Nació en Santafé de Bogotá en 1635 y murió  en 1717, presumiblemente en la misma ciudad.  Fue notario del Convento de Nuestra Señora del Rosario (o Santo Domingo) de Santafé,  doctrinero, cura párroco y luego prior de los conventos menores de Ibagué y Valledupar. Hacia 1669 fue nombrado representante de la provincia dominicana de la Nueva Granada para el Capítulo General de los Dominicos, por lo que marchó a Europa y vivió en el Viejo Continente durante unos dos años, en calidad de procurador de la provincia.  Después regresó al Nuevo Reino de Granada. Entre 1698 y 1702 fue provincial de los Dominicos de este lugar. 
Curiosamente, de este cronista no es posible elaborar hoy día una biografía aceptable, dada la escasez de documentación sobre su vida.  Extraña paradoja para aquel que se tomó el trabajo de recuperar para la historia datos, fechas y nombres que posiblemente se hubieran perdido de otro modo.

## Obra
Pero Zamora no es recordado por haber ejercido tales cargos ni por sus cualidades administrativas o pastorales. Este fraile pasó a la historia porque escribió entre 1691 y 1696 la primera historia de la provincia dominicana de la Nueva Granada, desde los orígenes de la presencia de esta orden en América, hasta finales del siglo XVII. La Historia de la Provincia de San Antonino del Nuevo Reino de Granada, del Orden de Predicadores, como la llamó, fue elaborada por mandato del maestro general, Antonin Cloche, quien cumplía a su vez una disposición del Capítulo General de su orden, que pedía a todas las provincias dominicanas del mundo, escribir y publicar sus historias respectivas. El texto redactado por Zamora se publicó originalmente en 1701, convirtiéndose en una importante fuente para conocer no solo una parte de la historia dominicana en la Nueva Granada, sino también de la historia civil y religiosa de la entonces colonia española. Zamora es, pues una referencia obligada a todo aquel que se adentre el estudio de la historia colonial de las actuales Colombia y Venezuela.